# Dusona minutor
Dusona minutor là một loài tò vò trong họ Ichneumonidae.